# Agustí Torroja
Agustí Torroja (Reus, 1864 - segle XX) va ser un llibreter català.
Fill de l'impressor i llibreter Josep Torroja i Tarrats, va continuar amb la seva mare, la viuda de Torroja, el negoci familiar.
Durant un temps, la viuda de Torroja va estar dubtant si seguia o no amb la impremta. Va traslladar la maquinària del carrer Major, on havia treballat el marit, al carrer de Monterols número 19, a un local més gran i situat en la zona que començava a ser la més comercial de la ciutat. La viuda va reimprimir una sèrie de títols que havien tingut èxit en vida del seu marit, sobretot llibres de text per a les escoles, llibres de lectura, devocionaris i algun "clàssic" reusenc, com ara la quarta edició del llibre Poblet : su origen, fundación, bellezas, recuerdos históricos, curiosidades y destrucción de l'historiador Andreu de Bofarull. Vinculada la impressora amb ambients catalanistes va imprimir Primers passos en la ensenyansa de la lectura de la llengua catalana, de Salvador Vilanova, finançat per l'Associació Catalanista de Reus. Imprimia també les memòries del Banc de Reus, com ja havia fet Josep Torroja. El 1890 va imprimir el periòdic Reus Artístich, que segons el periodista i historiador Francesc Gras i Elies "era la revista mejor editada que ha salido en Reus". La viuda de Torroja es va especialitzar en la venda de materials per cosir i brodar i tenia dibuixos, models i patrons per les escoles de labors, i també venia tota mena de materials: cotò, seda, fils, llanes, cordons, pedretes de colors, anells, telers, bastidors, punxons, agulles de brodar i tot el necessari per a fer labors. La llibreria i impremta era una mena de magatzem de materials diversos, enfocats a les escoles masculines i femenines, amb els llibres de text i els materials de labors. Amb el temps va dedicar-se cada vegada menys a la impremta. La seva vinculació amb el món de l'ensenyament va propiciar que durant un temps imprimís la Gaceta del Magisterio de Primera Enseñanza: revista dedicada à la defensa de los intereses del profesorado, periòdic d'ideologia conservadora que segons Ángel del Arco va ser fundada per combatre les idees racionalistes.
Agustí Torroja, el fill, s'havia dedicat a la llibreria i feia d'editor, tant de llibres de text com de premsa periòdica, i no va fer mai d'impressor. El 1896, quan la seva mare es va retirar del negoci, va vendre els estris d'imprimir, que en part provenien de l'antiga impremta de Francesc Roca a la societat Carreras i Vila, instal·lada al raval Baix de Jesús, número 4. Aquests impressors es van anomenar durant un temps "Sucesores de Viuda de Torroja". Agustí Torroja havia adquirit drets per l'edició d'alguns llibres de text per a les escoles de Reus: tractats d'urbanitat, llibres de moral, manuals d'aritmètica i de geografia, sil·labaris, i altres, que feia imprimir a Carreras i Vila o a altres impressors reusencs. Els venia a la seva llibreria al detall i també a l'engròs. El 1896 va passar a ser propietari de la revista Gaceta del magisterio de primera enseñanza que havia imprès la seva mare, i en va estar al davant de la redacció fins al desembre de 1899, quan va desaparèixer la publicació.
Agustí Torroja va seguir portant la llibreria i l'edició de llibres almenys fins al 1904. Després va tancar el negoci.